# Елерин Хас
Елерин Хас (ест. Eleriin Haas; Пјарну, 4. јул 1992) естонска је атлетичарка специјалиста за скок увис.

## Почеци
Први пут је 11. августа 2007. у Вентспилсу прекочила 1,80 м, а 9. децембра 2009. у Дохи поправила је лични рекорд на 1,81 м
Због продиљаког одсутва није се такмичила 2010.
После порођаја 2011. поравља лични рекорд на 1,82 у квалификацијама Европског јуниорског првенство одржаног у Талину. Плсирала се и финале, где је завршила као последња са 1,77 метара.
У 2012. такмичила се на финалном митингу Дијаманске лиге у Бриселу где је делила треће мести са Белгијајанком Тијом Халебаут и освојила 2 бода што јој је у укупном пласману лиге за ту годину донело 5. место иза Американке Шонте Лоу (17 бод), Рускиња Ане Чичерове (13 бод) и Светлане Школине, а Тија Хелебаут је била 4. са (7 бод).
У финалу на Европском првенству 2014 у Цириху, поправила је лични рекорд што је уједно био и национални рекорд Естоније за млађе сениорке.
Три пута је била национална првакиња Естоније.

## Значајнији резултати
| Год.                  | Такмичење                         | Место                 | Плас.                 | Рез.                  | Бел.                                  |
| Представљала Естонија | Представљала Естонија             | Представљала Естонија | Представљала Естонија | Представљала Естонија |                                       |
| --------------------- | --------------------------------- | --------------------- | --------------------- | --------------------- | ------------------------------------- |
| 2009,                 | Светско јуниорско првенство У-17  | Бресаноне, Италија    | 17.                   | 1,74 м                |                                       |
| 2009,                 | Европски Фестивал младих          | Тампере, Финска       | 7.                    | 1,75 м                |                                       |
| 2011,                 | Европско јуниорско првенство У-20 | Талин, Естонија       | 11.                   | 1,77 м                |                                       |
| 2012.                 | Европско првенство                | Хелсинки, Финска      | 18.                   | 1,83 м                |                                       |
| 2013                  | Европско првенство у дворани      | Гетеборг, Шведска     | 14.                   | 1,89 м                |                                       |
| 2013                  | Европско првенство У-23           | Тампере, Финска       | 6.                    | 1,87 м                |                                       |
| 2014.                 | Европско првенство                | Цирих, Швајцарска     | 7.                    | 1,94 м                |                                       |
| 2015.                 | Светско првенство                 | Пекинг, Кина          | 25.                   | 1,85 м                | Архивирано на веб-сајту (4. јун 2016) |
| 2016.                 | Европско првенство                | Амстердам, Холандија  | 14.                   | 1,89 м                |                                       |
| 2018.                 | Европско првенство                | Берлин, Немачка       | 25.                   | 1,76 м                |                                       |

## Лични рекорди
| Дисциплина | Дисциплина   | Резултат | Место            | Датум                          |
| ---------- | ------------ | -------- | ---------------- | ------------------------------ |
| Скок увис  | На отвореном | 1,94 м   | Цирих            | 17. август 2014.               |
| Скок увис  | Дворана      | 1,90 м   | Пјарну Хустопече | 9. март 2012. 26. јануар 2013. |